# سارگیس خاچاتریان (نقاش)
سارگیس خاچاتریان (ارمنی: Սարգիս Խաչատուրյան؛ زاده ۹ اوت ۱۸۸۶ میلادی، مالاتیا در ارمنستان غربی، درگذشت ۴ مارس ۱۹۴۷ میلادی، ارمنستان)، نقاش، محقق ارمنی بود.

## زندگی‌نامه
سارگیس خاچاتریان در مدرسهٔ «ساناساریان» ارزروم تحصیل کرد، و تحصیلات عالی هنر را در مدرسهٔ «ریگیو» در رم به پایان رسانده و با کسب نشان طلا فارغ‌التحصیل شده بود. همچنین، در مدرسهٔ هنرهای تزیینی پاریس نیز آموزش‌های لازم را دیده بود.
در سال ۱۹۲۵ میلادی، مجموعه آثارش با عنوان «شعر غم ارمنستان»، در وین انتشار یافت. نقاشی‌ها و فعالیت‌های هنری او در تحول نقاشی ایران تأثیرات بسیاری داشته‌است.
خاچاتوریان بین سال‌های ۱۳۰۷–۱۳۱۲ خورشیدی با توصیهٔ آرتور پوپ و به دعوت دولت وقت ایران به اصفهان آمد و شروع به بازسازی نقاشی‌های کاخ چهل‌ستون و عالی‌قاپو (با رنگ روغن) و همچنین، کپی برداری شماری از آن‌ها پرداخت. او کپی‌هایش را در تهران، پاریس، قاهره، لندن، نیویورک، اسلو، استکهلم و سایر شهرها به نمایش گذاشت.

## شاگردان سارگیس خاچاتریان
- سمبات در کیورغیان
- یرواند نهاپتیان

## فعالیت‌ها و آثار
- تشکیل کلاس نقاشی در اصفهان
- تشکیل کلاس نقاشی در کلیسای وانک
- پایه‌گذاری موزه وانک اصفهان آمناپرگیچ
- حدود پانصد تابلوی نقاشی از زندگی بی پناهان و بی خانمان از نسل‌کشی ارمنیان
- کتاب نقاشی‌های دیواری دورهٔ صفویه،انتشار به زبان فارسی در سال ۱۳۱۱ خورشیدی در تهران
- تصویرسازی کتاب «رباعیات عمرخیام»،انتشار به زبان انگلیسی در سال ۱۹۴۶ میلادی در نیویورک
- کتاب «نقاشی‌های فرسکو ایرانی»،انتشار به زبان انگلیسی در سال ۱۹۳۲ میلادی در نیویورک
- کپی برداری از حکاکی‌های سنگهای معابد «آچاندا» در هندوستان و سیلان و نمایش آن‌ها در ایالات متحده آمریکا و شهرهای مختلف اروپا و موزهٔ هنرشرقی «چرنوچه» پاریس
- تابلوی رقاص معبد
- تابلوی زنان شوینده